# Marino Grimani (kardynał)
Marino Grimani (ur. ok. 1488/1489 w Wenecji, zm. 28 września 1546 w Orvieto) – włoski kardynał.

## Życiorys
Urodził się między 1488 a 1489 rokiem w Wenecji, jako syn Gerolama Grimaniego i Eleny Priuli. Studiował pod okiem prywatnych nauczycieli, a następnie został klerykiem w rodzinnym mieście. 16 sierpnia 1508 roku został wybrany biskupem Cenedy, jednak sprawował władzę w randze administratora apostolskiego do czasu osiągnięcia wieku kanonicznego. W 1517 roku został mianowany patriarchą Akwilei i pełnił tę funkcję do 1529 roku. 3 maja 1527 roku został kreowany kardynałem prezbiterem i otrzymał kościół tytularny San Vitale. Pełnił rolę administratora apostolskiego Cenedy (1531–1540, 1545–1546), Concordia Sagittaria (1533–1537), Città di Castello (1534–1539) i Saint-Pons-de-Thomières (1534). Ponadto był legatem w Umbrii, Perugii, Parmie i Piacenzy, a ponadto negocjował pokój pomiędzy Franciszkiem I a Karolem V. W 1535 roku ponownie został patriarchą Akwilei, a dziesięć lat później został tytularnym patriarchą Konstantynopola. 13 marca 1541 roku został podniesiony do rangi kardynała biskupa i otrzymał diecezję suburbikarną Frascati. Zmarł 28 września 1546 roku w Orvieto.